# Белмон (Горња Марна)
Белмон (фр. Belmont) насеље је и општина у североисточној Француској у региону Шампањ-Арден, у департману Горња Марна која припада префектури Лангр.
По подацима из 2011. године у општини је живело 46 становника, а густина насељености је износила 6,16 становника/km². Општина се простире на површини од 7,47 km². Налази се на средњој надморској висини од 318 метара.

## Демографија
| 1962. | 1968. | 1975. | 1982. | 1990. | 1999. | 2011. |
| ----- | ----- | ----- | ----- | ----- | ----- | ----- |
| 95    | 95    | 83    | 59    | 59    | 47    | 46    |

График промене броја становника у току последњих година